# Von Rade

Von Rade is een geslacht waarvan leden sinds 1831 tot de Nederlandse adel behoren en dat in 1869 uitstierf.

## Geschiedenis
De stamreeks begint met Mattheus vamme Rade, heer van Sissow (Rügen, Pommeren), die in 1524 wordt vermeld. Zijn nazaat, Heinrich Ferdinand von Rade (1761-1833) werd luitenant-kolonel in Statendienst en de stamvader van de in de Nederlanden gevestigde tak van het geslacht. Hij werd bij KB van 13 oktober 1831, hij was toen burgemeester van Hulst, verheven in de Nederlandse adel met de titel van baron bij eerstgeboorte. Met zijn dochter stierf het geslacht in Nederland in 1869 uit.